# Fries & Höpflinger
Die Fries & Höpflinger AG war ein deutsches Unternehmen zur Herstellung von Wälzlagern mit Sitz in Schweinfurt und gehörte zu den weltweiten Branchenführern. Es wurde 1890 gegründet, zählte zu den Großen Drei in Schweinfurt und wurde 1929 vom schwedischen SKF-Konzern übernommen.

## Lage
Das Hauptwerk lag am südlichen Rand des Westlichen Gründerzeitviertels (Weiteres zur Lage siehe: Innenstadt, Industriegeschichte). Das Zweigwerk lag im Stadtteil Oberndorf (Weiteres zur Lage siehe: Oberndorf, Industriegeschichte).

## Geschichte

### Gründung
1890 machten sich Wilhelm Höpflinger und Engelbert Fries selbstständig, sie gründeten das Unternehmen Fries & Höpflinger, das Kugeln und Kugellager herstellte und diese weltweit vertrieb. Höpflinger hatte die technische, Fries die kaufmännische Leitung.
1896 änderte man bei der Umwandlung in eine Aktiengesellschaft die Firma in Deutsche Gußstahlkugel- und Maschinenfabrik AG. Im Sprachgebrauch nannte man das Unternehmen jedoch weiterhin ganz überwiegend nach den beiden Gründern, 1927 erhielt es auch offiziell den alten Namen Fries & Höpflinger zurück. Hauptaktionär war das Bankhaus Gebrüder Arnhold in Dresden.

### Boom
In einer ersten Boomphase beschäftigte das Unternehmen 1896/1897 ca. 700 Arbeiter. Die erste Dividende der Aktiengesellschaft betrug 30 %. Durch die hohen Gewinne wurden Finanziers in ganz Deutschland auf die Kugelbranche als attraktive Kapitalanlage aufmerksam, überall wurden neue Kugelfabriken gegründet. Die darauffolgende Überproduktion führte zu einem Zusammenbruch des Markts. Die Beschäftigtenzahl sank noch einmal auf 120. Entscheidend für den Wiederaufstieg des Unternehmens ab 1903 wurde die enge Kooperation mit Fichtel & Sachs, dem Unternehmen von Höpflingers Schwiegersohn Ernst Sachs.
Die Fries & Höpflinger AG beschäftigte am Vorabend des Ersten Weltkriegs fast 2000 Mitarbeiter. Während des Kriegs wurde die Produktion auf Granaten und Gewehrkugeln umgestellt. Die Dividende betrug bis zu 25 %.

### Übernahme
Die Kugel- und Wälzlagerbranche wurde von einem Kartell dominiert, das es dem Unternehmen in den 1920er Jahren ermöglichte, sich als eines der führenden Unternehmen am Markt zu behaupten, doch die erzielten Gewinne blieben mager. Mehrfach war das Unternehmen Gegenstand von Übernahmespekulationen. 1929 erwarb der schwedische SKF-Konzern die Aktienmehrheit und fusionierte das Unternehmen gemeinsam mit fünf Konkurrenten in die Vereinigte Kugellagerfabriken AG (ab 1953 SKF GmbH).

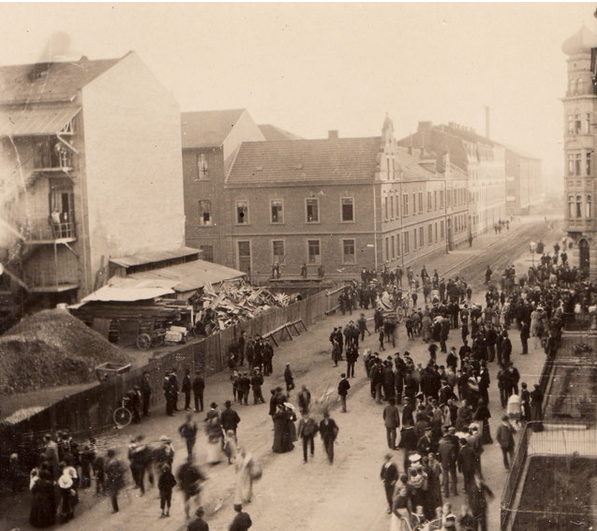
Hauptwerk um 1900 an der Schrammstraße, hinter der Querstraße (Sattlerstraße); Das Mietshaus links davor (Abbruch) und der Bereich der Sattlerstraße links der Schrammstraße wurden spätestens 1913 in das ausgebaute Fichtel & Sachs Werk 1 integriert.
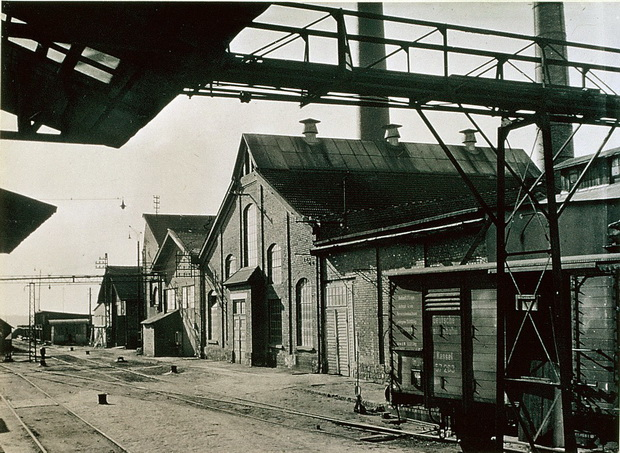
Werk in Oberndorf ab 1929 VKF Werk 2

## Nachfolgebauten
Heute befindet sich an Stelle des Hauptwerks der Fries & Höpflinger AG der östliche Bereich des 300 Meter langen, 2009 eröffneten Einkaufszentrums Stadtgalerie Schweinfurt. Zwei markante Punkte markieren heute die Enden des einstigen Werks: im Osten ein transloziertes Jugendstil-Werkstor (vom einstigen Fichtel & Sachs Werk 1) und im Westen der Brunnen in der Stadtgalerie am Eingang Cramerstraße.